# Spitsbergen van A tot Z

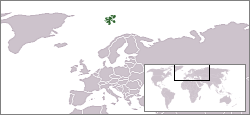
Locatie van Spitsbergen

## A
Abeløya - 
Adlersparrefjorden - 
Ahlmannfonna - 
Albertinibukta - 
Aldousbreen - 
Alfredfjellet - 
Amsterdam (Spitsbergen) - 
Antarcticfjellet - 
Arktikugol - 
Salomon August Andrée - 
Austfonna

## B
Backabreen - 
Willem Barentsz - 
Barentszburg - 
Barentszeiland - 
Bellsund - 
Bereneiland - 
Natuurreservaat Bereneiland - 
Berggrenøya - 
Biscayarfonna - 
Bodleybreen - 
Bölscheøya - 
Botnvika - 
Bragebreen - 
Brånevatnet - 
Bråsvellbreen - 
Bünsowland

## C
Ceresfjellet - 
Chadwickryggen - 
Clasebreen - 
Croftbreen

## D
Danskøya - 
Duvebreen - 
Duvefjorden

## E
Edgeøya - 
Eindridebreen - 
Ellasjøen - 
Eltonbreen - 
Erik Eriksenstretet - 
Ericabreen - 
Etonbreen

## F
Finn Malmgrenfjorden - 
Flora van Spitsbergen - 
Flòtbreen - 
Fonndalsbreen - 
Nationaal park Forlandet - 
Forsiusbreen - 
Frazerbreen

## G
Galileotoppen - 
Operatie Gauntlet - 
Geografie van Spitsbergen - 
Gimlebreen - 
Glenhalvøya - 
Glitnefonna - 
Groemant - 
Gustav Adolf Land - 
Gustav-V-land

## H
Harald V-land - 
Hårbardbreen - 
Hartogbukta - 
Tymen Jacobsz. Hinlopen - 
Holtenbreen - 
Hopen - 
Hornsund

## I
Idunbreen - 
Nationaal park Indre Wijdefjorden - 
Isfjord (Spitsbergen) - 
Isfjord radio - 
ISO 3166-2:SJ

## J
Jan Mayen

## K
Kapp Linné - 
Kapp Mohn - 
Klerckbukta - 
Klimaat van Spitsbergen - 
Kong Karls Land - 
Kongsøya - 
Kongsfjord - 
Kvitøya

## L
Lady Franklinfjorden - 
Lågøya - 
Leighbreen - 
Lindhagenbreen - 
Lindhagenbukta - 
Lijst van gletsjers in Spitsbergen - 
Lomonosovfonna - 
Longyearbyen - 
Løvenskioldfonna - 
Luchthaven Ny-Ålesund Hamnerabben - 
Luchthaven Svalbard Longyear - 
Ludolf Schjelderupbreen

## M
Maudbreen - 
Miseryfjellet - 
Moffen (eiland) - 
Willem Cornelisz. van Muyden

## N
Nederlandse Spitsbergenexpeditie (1968-1969) - 
Newtontoppen - 
Nieuw-Friesland - 
Nilsenbreen - 
Noordse Compagnie - 
Noors Poolinstituut - 
Nordaustlandet - 
Nordenskiöldbukta - 
Nordre Franklinbreen - 
Normanbreen - 
Nationaal park Nordenskiöld Land
Nationaal park Nordre Isfjorden - 
Nationaal park Nordvest-Spitsbergen - 
Ny-Ålesund - 
Nybyen - 
Nyströmøya

## O
Olgastretet - 
Orvin Land

## P
Palanderbreen - 
Palanderbukta - 
Palanderisen - 
Perriertoppen - 
Prins Karls Forland - 
Prins Oscarsland - 
Pyramiden

## R
Dirck Albertsz Raven - 
Rijpbreen - 
Rijpdalen - 
Rijpfjorden - 
Rijpsburg - 
Vladimir Roesanov

## S
Sørdomen - 
Søre Franklinbreen - 
Sørkappøya - 
Sabinebukta - 
Sabinebreen - 
Nationaal park Sassen-Bünsow Land - 
Scaniahalvøya - 
Schweigaardbreen - 
Sexebreen - 
.sj -
Smeerenburg - 
Spitsbergen (archipel) - 
Spitsbergen (eiland) - 
Spitsbergen en Jan Mayen - 
Spitsbergenverdrag - 
Straat Hinlopen - 
Storøya - 
Svalbard Museum - 
SvalRak - 
Sveagruva - 
Svenskøya - 
Sysselmann van Spitsbergen

## T
Tusenøyane

## U
Universitetssenteret på Svalbard

## V
Vaigattøyane - 
Valhallfonna - 
Van Mijenfjord - 
Gerrit de Veer - 
Vegafonna - 
Vestfonna - 
Vibebukta - 
Vikingbreen - 
Virgohamna - 
Vliegtuigcrash Bereneiland - 
Vliegveld Svea - 
Vnukovo Airlines-vlucht 2801 - 
Von Otterøya

## W
Wahlbergøya - 
Wahlenbergfjorden - 
Wereldzadenbank op Spitsbergen - 
Wijdefjord - 
Wilhelmøya - 
Winsnesbreen - 
Woodfjord - 
Worsleybreen

## Y
Ytre Norskøya

## Z
Nationaal park Zuid-Spitsbergen